# Luchthaven Haneda
Tokyo International Airport (Japans: 東京国際空港, Tōkyō Kokusai Kūkō) is een luchthaven in Ōta (Tokio), Japan. De luchthaven staat beter bekend als Haneda Airport (羽田空港, Haneda Kūkō) om het te onderscheiden van Narita Airport in de prefectuur Chiba. Narita Airport handelde sinds 1978 de meeste internationale vluchten naar deze regio af.
Haneda is een van de drukste luchthavens in de wereld (5e in 2019), ondanks het feit dat de meeste vluchten binnenlandse zijn omdat het internationale vliegverkeer verdeeld wordt over Haneda en het verder van de stad gelegen vliegveld Narita International Airport. Als naar passagiersaantallen gekeken wordt, was Haneda in 2019 op de internationale luchthaven van Peking Capital en de internationale luchthaven van Dubai na de drukste luchthaven van Azië met 85,5 miljoen passagiers, waarvan ongeveer 17 miljoen internationaal reisden.

## Geschiedenis
Voordat Haneda Airport werd gebouwd, was het gebied waar Haneda Airport nu ligt een beroemd wijk rond de Anamori Inari Shrine, en het belangrijkste vliegveld van Tokio was Tachikawa Airfield.
Haneda werd geopend in 1931 op een smalle landtong op het zuidelijke puntje van de huidige luchthaven. Het was Japans grootste luchthaven voor de burgerluchtvaart in die tijd. In de jaren 30 werden er binnenlandse vluchten verzorgd en vluchten naar Mantsjoerije.
In 1945 namen de strijdkrachten van de Verenigde Staten bezit van de luchthaven en veranderden de naam in Haneda Army Air Base. Het leger onteigende veel in de buurt gelegen woningen om ruimte te maken voor de luchthaven. Als militaire basis ontving Haneda in 1947 zijn eerste internationale vlucht toen Northwest Orient begon met een lijndienst naar de VS, China, Zuid-Korea en de Filipijnen. Japan Airlines begon in 1951 met zijn eerste binnenlandse vluchten vanaf Haneda. In 1952 gaf het Amerikaanse leger een gedeelte van de basis terug aan Japan. Dit gedeelte werd bekend als Tokyo International Airport. De rest van de basis werd in 1958 teruggegeven.
Europese luchtvaartmaatschappijen begonnen in de jaren 1950 te vliegen naar Haneda: BOAC vloog met De Havilland DH.106 Comet van en naar Londen via de zuidelijke route in 1952. SAS vloog met een DC-7 van en naar Kopenhagen via Anchorage vanaf 1957. JAL en Aeroflot begonnen een gezamenlijke lijndienst vanaf Haneda naar Moskou in 1967. Andere maatschappijen die in die periode van en naar Henade vlogen waren Pan Am, Sabena, Swissair, Canadian Pacific, Cathay Pacific en Air Siam. Door zowel Pan Am als Northwest Orient werd Haneda gebruikt als regionale overstapplaats voor Azië.
Haneda's instrument landing system werd in 1961 in gebruik genomen.
De Tokio Monorail begon een dienst tussen Haneda en het centrum van Tokio in 1964, net op tijd voor de Olympische Zomerspelen 1964. Gedurende 1964 werden reisverboden in Japan opgeheven waardoor het vliegverkeer toenam. Een nieuwe landingsbaan en een internationale terminal werden in 1970 opgeleverd, maar door de continue groei werd er ook voortdurend uitgebreid.

### 1978-2010: Nadruk op binnenlandse vluchten
In 1978 werd Narita International Airport geopend, waardoor in de eerste decennia na die opening bijna al het internationale vliegverkeer op dat vliegveld werd afgehandeld. Hierdoor werd Haneda een luchthaven voor binnenlandse vluchten. Uitzondering was vele jaren Taiwan. Om de betrekkingen met China te verbeteren in 1974 werden alle vluchten van en naar Taiwan tijdelijk stopgezet. Japan Asia Airways nam de lijn Tokio-Taipei over het daaropvolgende jaar en werd later een combinatie van China Airlines voor vluchten naar Taipei en Honolulu. Deze internationale vluchten werden verplaatst naar Narita in 2002; in 2003 begonnen JAL, ANA, KAL en Asiana ook een lijndienst naar Gimpo Airport in de buurt van Seoel. Dit was vervolgens enkele jaren de enige dagelijkse internationale vlucht die van en naar Haneda vloog, tot ook "geplande chartervluchten" naar een klein aantal grote steden in Oost- en Zuidoost-Azië aan het aanbod werden toegevoegd. De oude internationale terminal, behalve de immigratiefaciliteiten, werden gebruikt als Haneda’s hoofdterminal. Het immigratiegedeelte werd gebruikt als Haneda’s hoofdterminal tot in 1993 een nieuwe Westelijke passagiersterminal werd geopend met de naam "Big Bird". Dit werd de terminal voor binnenlandse vluchten. In 2004 werd terminal 2 geopend.

### Na 2010: Gemengd aanbod

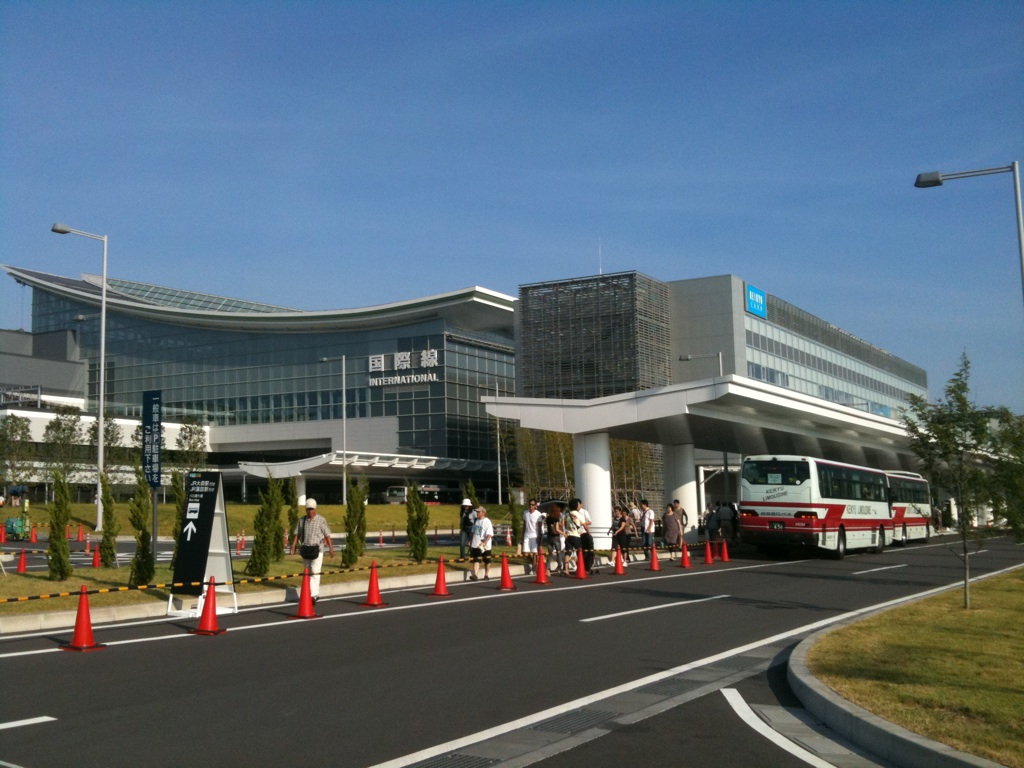
Internationale Terminal

In 2010 werd een speciale internationale terminal, sinds 2020 Terminal 3 genoemd, geopend in Haneda in combinatie met de voltooiing van een vierde landingsbaan, waardoor langeafstandsvluchten tijdens de nachtelijke uren mogelijk werden, wat in Narita niet wordt toegestaan. Het werd een nieuwe start voor het internationaal verkeer naar Haneda. Haneda opende zich vervolgens in maart 2014 ook overdag voor langeafstandsvluchten, waarbij het aanbod groeide met luchtvaartmaatschappijen die non-stop diensten aanboden naar 25 steden in 17 landen. Sinds de hervatting van internationale vluchten hebben luchtvaartmaatschappijen in Japan Haneda als "Hub of Japan" gestrategiseerd: het bieden van verbindingen tussen intercontinentale vluchten met Japanse binnenlandse vluchten, terwijl ze Narita zien als de "Hub of Asia" tussen intercontinentale bestemmingen met Aziatische bestemmingen.
De Japanse overheid stimuleert het gebruik van Haneda voor premium zakelijke routes en het gebruik van Narita voor recreatieve routes en door low-cost carriers. De grote luchtvaartmaatschappijen vliegen evenwel voor verschillende marktsegmenten en bestemmingen naar beide luchthavens.
Hoewel Narita ook na de herstart van het internationaal aanbod van Haneda het grootste deel van het internationaal passagiersluchtverkeer in volume blijft afhandelen, is Haneda terug tot een volwaardige internationale luchthaven uitgegroeid.

## Terminals, luchtvaartmaatschappijen en bestemmingen
Haneda Airport is 24 uur per dag open. Er zijn drie terminals. De terminals 1 en 2 zijn verbonden door een tunnel. Daarnaast rijdt een gratis shuttlebus om de 5 minuten tussen de drie terminals.
Alle terminals zijn eigendom van Japan Airport Terminal Co., Ltd. (日本空港ビルディング株式会社, Nippon Kūkō Birudingu Kabushikigaisha). De rest van de luchthaven is eigendom van de overheid.

### Terminal 1

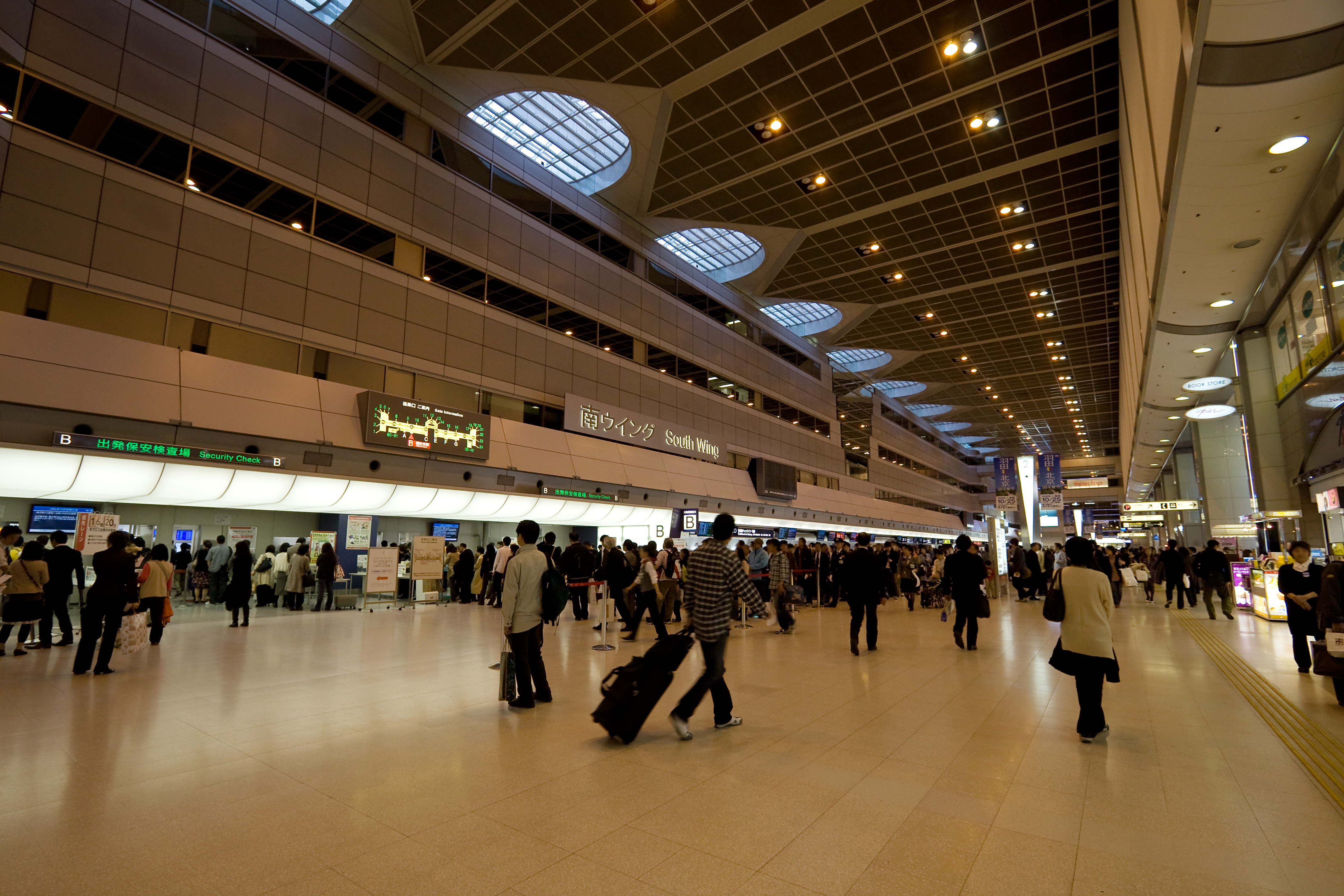
Terminal 1

Terminal 1, genaamd "Big Bird" werd geopend in 1993 en verving de kleinere terminal uit 1970. Het gebouw heeft een noord- en zuidvleugel en een zes verdiepingen hoog restaurant, een winkelgebied en een observatiedek op het dak.
Luchtvaartmaatschappijen:
- Japan Airlines
- Japan Transocean Air
- Skymark Airlines
- StarFlyer

### Terminal 2

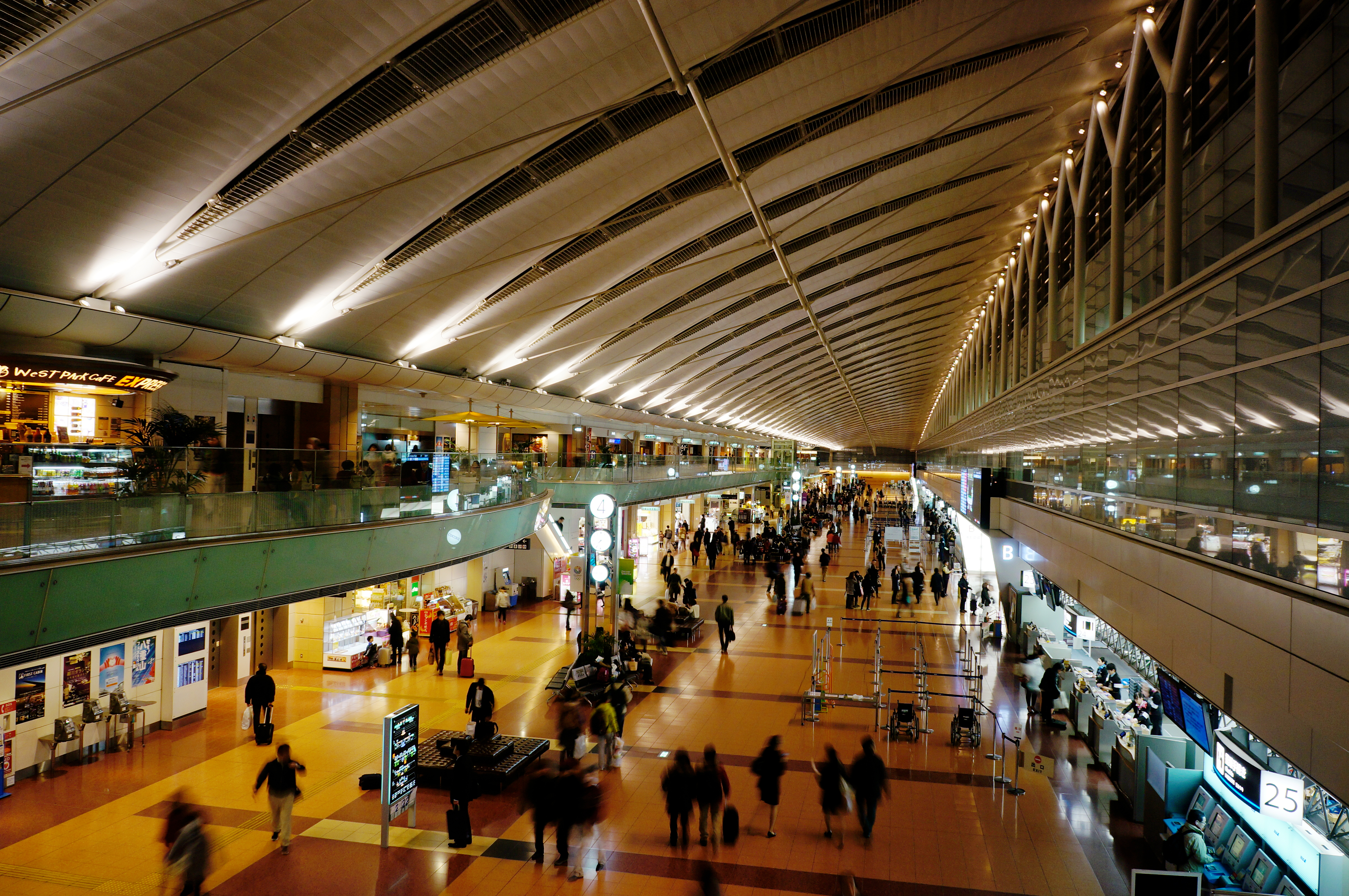
Terminal 2

Terminal 2 werd geopend op 1 december 2004. Hij heeft een restaurant op het dak, een zes verdiepingen hoog winkelcentrum met restaurants en winkels en een 387 kamers tellend hotel, het Haneda Excel Tokyu Hotel. De constructie van terminal 2 werd gefinancierd door ¥100 toeslag te heffen voor passagiersservice.
Luchtvaartmaatschappijen:
- Air Do
- All Nippon Airways
- Skynet Asia Airways
- Solaseed Air

### Terminal 3
Terminal 3, tussen 2010 en 2020 bekend als de International Terminal, werd geopend op 21 oktober 2010 en verving de veel kleinere International Terminal uit 1998 die naast Terminal 2 gelegen was. De terminal bedient de meeste internationale vluchten van de luchthaven, met uitzondering van enkele All Nippon Airways-vluchten die vertrekken vanaf Terminal 2.
Terminal 3 heeft lounges van luchtvaartmaatschappijen die worden geëxploiteerd door oneworld-leden Japan Airlines en Cathay Pacific, Star Alliance-lid All Nippon Airways en SkyTeam-lid Delta Air Lines. De terminal heeft de gates 105-114 en 140-149 met jetbruggen en gates 131 tot en met 139 voor grondboarding per bus.
De internationale terminal werd op 14 maart 2020 omgedoopt tot Terminal 3, toen Terminal 2 vanaf 29 maart 2020 begon met het afhandelen van enkele internationale vluchten die werden uitgevoerd door All Nippon Airways.

### Andere faciliteiten
Haneda Airport heeft een speciale VIP-terminal en twee parkeergelegenheden voor privévliegtuigen. Deze ruimte wordt vaak gebruikt als een staatshoofd Japan bezoekt en voor de vliegtuigen van de Japanse overheid die de keizerlijke familie, de minister-president en de andere hoogwaardigheids bekleders vervoeren. (Narita wordt ook regelmatig gebruikt voor dit soort vluchten ondanks het feit dat het veel verder van het centrum van Tokio is verwijderd.)
Haneda heeft ook een aantal vrachtfaciliteiten en is de derde doorvoerluchthaven in Japan na Narita en Kansai.

## Transport over land

### Trein

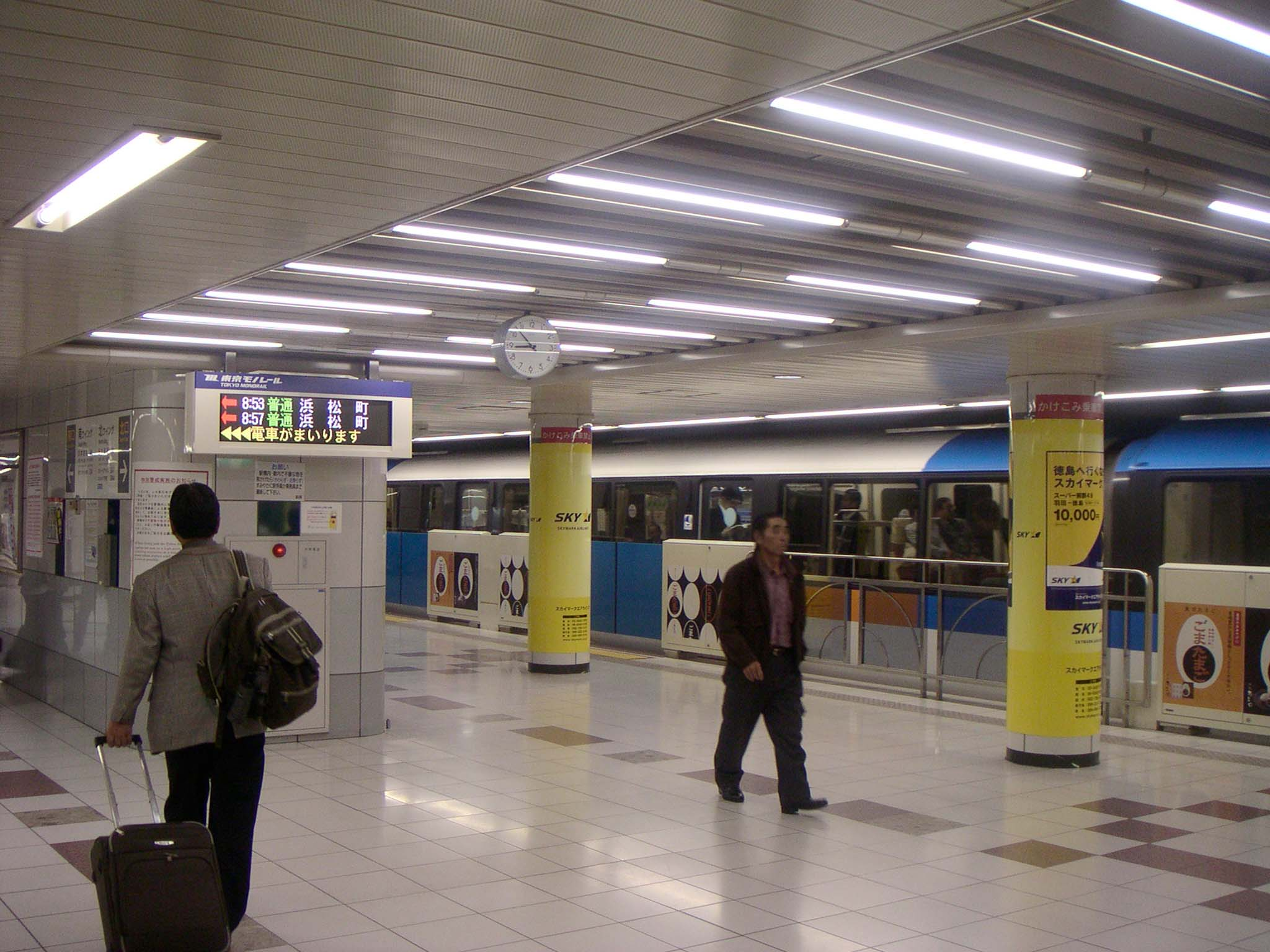
Tokyo Monorail station bij Terminal 1.

Naar Haneda Airport rijden zowel de Keihin Kyuko Railway als de Tokio Monorail.  
Keikyu stopt in een station tussen de terminals. Keikyu rijdt naar Station Shinagawa (19 minuten) en Station Yokohama (27 min.) en heeft een aansluiting op de Toei Asakusa-lijn, met diverse stops in Oost-Tokio. Sommige treinen van Keikyu sluiten aan op de lijnen van Keisei Oshiage-lijn en de Keisei Main-lijn, waardoor het mogelijk is om door te reizen naar Narita International Airport per trein. Hoewel er in de ochtend een paar treinen rechtstreeks rijden is een overstap naar de Keisei Line normaal gesproken nodig om Narita te bereiken. De treinreis naar Narita duurt ongeveer 2 uur.
De Tokio Monorail heeft twee stations, in elke terminal een. De monorail rijdt naar Station Hamamatsucho (19 min.), waar passagiers kunnen overstappen op de Yamanote-lijn.

### Bus
Er zijn regelmatige busverbindingen naar veel bestemmingen in Kanto (regio). De onderstaande reistijden zijn schematijden en kunnen langer zijn vanwege files rondom Tokio.
- Station Yokohama — 30 min.
- Station Tokio — 40 min.
- Tokyo City Air Terminal
- Station Shinjuku — 50 min.
- Station Ikebukuro — 70 min.
- Narita International Airport — 75 min.
- Station Chiba — 80 min.

## Ongevallen en incidenten
- 1982: Japan Airlines vlucht 350 crasht in de buurt van het vliegveld.
- 12 augustus 1985: Japan Airlines-vlucht 123, onderweg naar Osaka International Airport, Itami/Toyonaka, verliest controle en crasht tegen een berg na de start vanaf Haneda. Dit is de ergste ramp in de geschiedenis waarbij 1 vliegtuig betrokken is met meer dan 500 doden.
- 1999: All Nippon Airways vlucht 61 werd kort na de start gekaapt. De kaper schoot de piloot dood voordat hij werd overmeesterd. Het vliegtuig landde alsnog veilig.
- 2 januari 2024: een Airbus A350 kwam bij de landing in botsing met een Dash 8. Alle 379 inzittenden van de Japan Airlines-vlucht overleefden de crash.[1] De vijf bemanningsleden van het toestel van de Japanse kustwacht kwamen om het leven.

## Tokyo International Airport in films
- De luchthaven speelt een belangrijke "rol" in de film Nobody Knows (2004).
- Noa en Asuma van Patlabor vliegen naar de luchthaven in een aflevering.